# Cynorkis sigmoidea
Cynorkis sigmoidea är en orkidéart som beskrevs av Friedrich Fritz Wilhelm Ludwig Kraenzlin. Cynorkis sigmoidea ingår i släktet Cynorkis, och familjen orkidéer. Inga underarter finns listade i Catalogue of Life.